# Альошина вода (печера)
Альошина вода (КН 551-1) — печера-джерело горизонтального типу на Долгоруківському масиві в Криму. Знаходиться в 20 хв ходьби від знаменитої Червоної печери. Протяжність — 620 м, амплітуда 10 м, площа — 750 м², об'єм — 960 м³, висота входу — 580 м, категорія складності — 3Б.
Вхід знаходиться під скельним урвищем у верхів'ях короткої лівої притоки р. Краснопечерна, на західному схилі масиву. Печера складається з головної галереї шириною 2-5 м і висотою 0,2-8 м, приймаючої три невеликих припливи. Закладена вона в верхнеюрських вапняках. По дну галереї протікає струмок, який утворює кілька сифонів. У середній і дальній частині печери є сталактити, сталагміти, окремі гури.
Вхід до печери розкопаний Олексієм Прибиловським у 1959–1962 рр., яку він назвав «Жовта». А пізніше її перейменували на «Альошину воду», на честь першовідкривача. Надалі її досліджували спелеологи Сімферополя (керівник О. Ф. Козлов). 

На початку 1990-х років печера досліджувалася В. Кисельовим. Після трагічної загибелі Володі у печері «Залізні Ворота», пройдені ним далекі сифони цієї печери (90/-8, 80/-17, 100/-10) прийнято називати його ім'ям. 

З «Альошиної води» бере початок однойменний струмок від однойменного джерела, який утворює на своєму шляху до долини кілька невеликих, але симпатичних каскадиків-водоспадів.
Не маючи спеціального спорядження, можна побувати лише в привходовій частині печери. Ні сталактитів, ні сталагмітів, ні навіть натічних драпіровок там не побачите, лише вузький довгий лаз, по якому потрібно пробиратися в незручній зігнутій позі. У цій же позі доведеться ще якимось чином перелазити через наповнені водою ванночки. Влітку їх можна переходити вбрід. Слизькі стінки і нерівна підлога також не сприяють комфортній прогулянці. Зрештою, пройшовши близько 20 м, ви уткнетеся у тупикову камеру з невеликим озерцем.
Повністю заповнені водою ділянки порожнини (звані сифонами) при великій їх протяжності проходять з аквалангами, при малій — взагалі без жодного спорядження. Перший сифон в «Альошиній воді» якраз до таких і належить. Його довжина всього 3 м, глибина — близько 1 м.
Печера досліджена протягом 550 м, і на цьому відрізку знаходяться ще 5 сифонів, причому вже не 3-метрових, а куди більш значних. Протяжність наступного — 25, глибина — 5 м, за ним йде 90-метровий сифон, глибиною 8 м. Потім ще три сифони мають, відповідно, 25 м довжини і 3 м глибини, 80 і 17, 100 і 10.
У цій печері — найбільша в Криму серія сифонів — рекорд Криму.

## Ресурси Інтернету
- Печера Альошина вода // Кадастр печер та порожнин України
- Перелік класифікованих печер [Архівовано 4 серпня 2020 у Wayback Machine.]
- Пещера Алешина вода [Архівовано 2 квітня 2015 у Wayback Machine.]

## Виноски
1. ↑  Перелік класифікованих печер. Архів оригіналу за 4 серпня 2020. Процитовано 3 березня 2015.